# Fordson-Putilowez
Der Fordson-Putilowez (russisch Фордзон-Путиловец, auch Ф-П beziehungsweise F-P abgekürzt) ist ein sowjetischer Traktor. Das Fahrzeug ist eine Kopie des ab 1917 gebauten Fordson Model F und wurde ab 1924 vom Sawod Krasny Putilowez in Sankt Petersburg produziert. Es ist einer der ersten von der Sowjetunion selbst produzierten Traktoren.

## Fahrzeuggeschichte

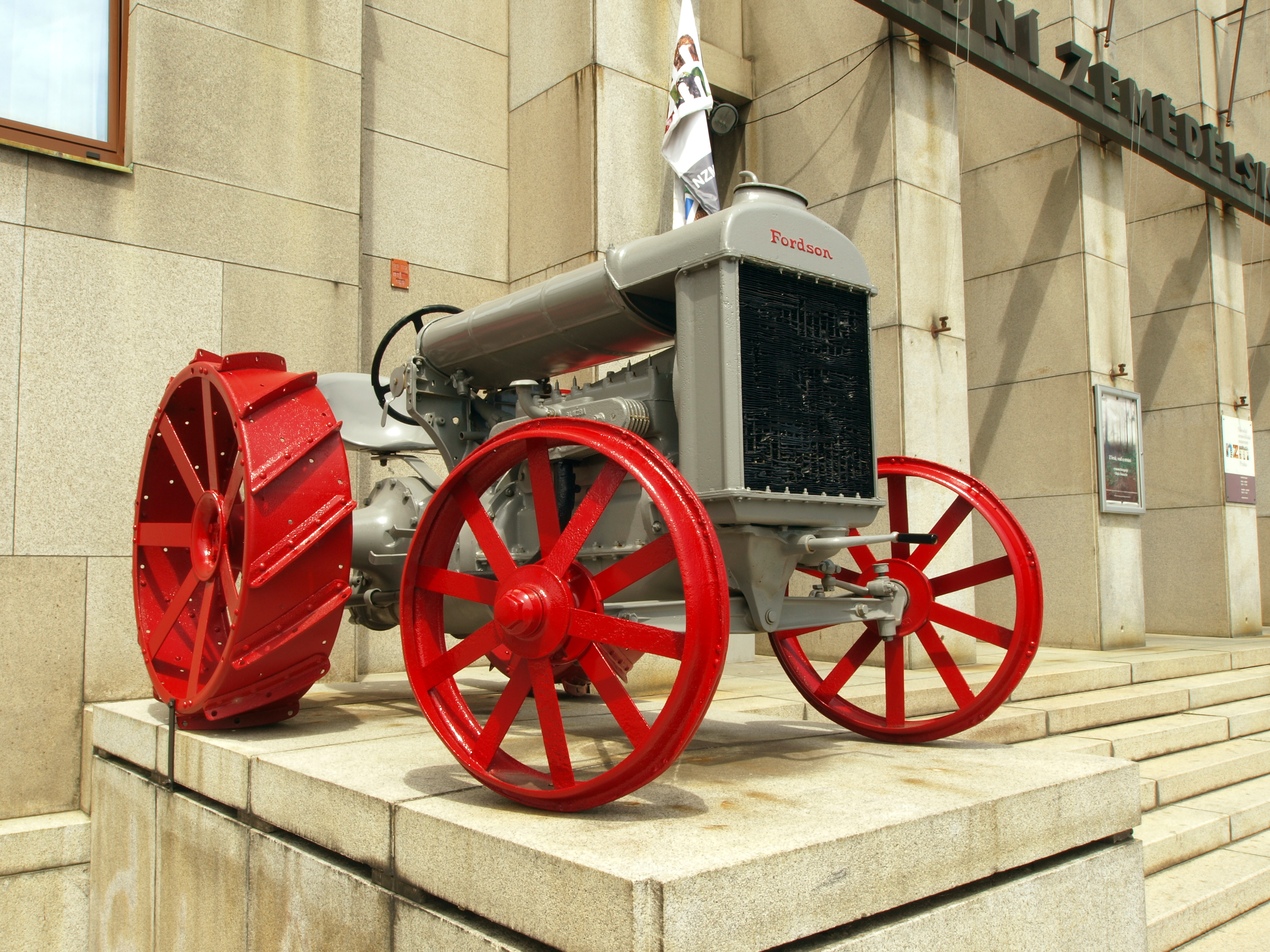
Das Vorbild, ein Fordson Model F im Landwirtschaftsmuseum in Prag (2012)

Bereits Lenin, der Gründer der Sowjetunion, erkannte die Bedeutung einer eigenen Traktorenproduktion für die geplante Mechanisierung der Landwirtschaft. Er erließ verschiedene Beschlüsse, die in diese Richtung wiesen, und 1923 wurde durch den WSNCh (russisch ВСНХ, Высший совет народного хозяйства, deutsch: Oberster Rat der Volkswirtschaft, also einer Art Wirtschaftsministerium) eine Kommission zur Umsetzung der Pläne gebildet. Diese Kommission befand, dass 220.000 Traktoren mit 20 PS Leistung benötigt würden. Als einzige für die Produktion geeignete Anlage wurde das Sawod Krasny Putilowez, das spätere Kirowwerk, in Sankt Petersburg befunden. Die Wahl fiel vor allem auf das Werk, weil es zum damaligen Zeitpunkt das einzige im Land war, das ausreichende Kapazitäten für so ein Vorhaben aufwies.
Da die gebildete Kommission ebenfalls zu dem Schluss kam, dass für eine Eigenkonstruktion Mittel und Zeit fehlten, nutzte man bereits bestehende Kontakte zu Ford in den USA. Dort wurden seit 1917 Traktoren vom Typ Fordson Model F hergestellt, die auch den sowjetischen Anforderungen entsprachen.
Der erste Traktor verließ das Werk am 1. Mai 1924, die Serienproduktion begann am 1. Oktober des gleichen Jahres. Nach und nach stellten sich verschiedene Mängel am Fahrzeug im Einsatz heraus, insbesondere ein unzuverlässiges Zündsystem und kaum zu wartende Motorlager. Außerdem neigte der Motor unter Last zu Überhitzung und mangelnder Schmierung. Obwohl die Produktion stetig erhöht wurde, mussten nach wie vor Traktoren importiert werden und auch weitere Werke entstanden zu Beginn der 1930er-Jahre.
Wann genau die Produktion endete ist unklar. Verschiedene Quellen sprechen sowohl von April 1932 als auch von 1933. Die geplante Stückzahl wurde nie erreicht, nach 36.100 Exemplaren endete die Produktion, Nachfolger wurde der Universal U-2. In kleineren Dörfern wurden die Maschinen bis in die 1970er-Jahre eingesetzt, einige Exemplare sind museal erhalten geblieben.

## Technische Daten
Für den Fordson-Putilowez, soweit bekannt.
- Motor: Vierzylinder-Petroleummotor[1] (Funktioniert nach dem Prinzip eines Ottomotors, wird mit leichten Kraftstoffen wie Benzin gestartet und im warmen Zustand auf Petroleumbetrieb umgestellt.)
- Leistung: 20 PS (15 kW)
- Getriebe: mechanisch, 3 Vorwärtsgänge, 1 Rückwärtsgang
- Geschwindigkeit: 2,5–11,2 km/h, nach anderen Quellen auch 2,3–10,8 km/h[2]
- Betriebsgewicht: 1320 kg
- Bauzeit: 1924–1932/33
- Stückzahl: 36.100 Exemplare